# Fraude à la TVA
Le mécanisme de la taxe sur la valeur ajoutée peut être l'objet de différents types de fraude : la fraude à la TVA « simple » et le carrousel TVA ou fraude carrousel. Ces fraudes permettent à des sociétés éphémères, voire à des sociétés-écrans, d'abuser du système communautaire de taxe sur la valeur ajoutée (TVA), fondé sur le principe de destination.
Depuis le 1er janvier 2018, en France, une loi a été mise en place pour lutter contre la fraude dite « la loi anti-fraude à la TVA », qui oblige dorénavant les commerçants à utiliser des caisses certifiées par un organisme accrédité ou par une attestation individuelle fournie par le distributeur du logiciel de caisse.

## Rappel sur le système communautaire de TVA
- Lorsqu'une entreprise acquiert un produit en provenance d'un autre État membre de l'Union européenne, elle ne paie pas la TVA dans le pays d'origine (les livraisons intracommunautaires sont exonérées) qui délivre une facture sans TVA.
En revanche, elle paie la TVA dans son pays (pays de destination), en comptabilisant la facture sur sa prochaine déclaration TVA, pour ce bien en provenance d'un autre pays de la communauté. Elle peut toutefois déduire le même montant de TVA correspondant (comme si elle avait acheté le produit à une entreprise locale) sur la même déclaration de TVA, ce qui fait que l'impact de la taxe est nul pour elle tant que le bien n'est pas revendu (cet impact nul pour l'entreprise est cohérent avec le fait que la TVA ne pèse en principe que sur les consommateurs finaux).
L'entreprise collectera la TVA pour la reverser à son État quand la vente au consommateur final aura lieu.
- Lorsqu'une entreprise importe des produits en provenance de pays tiers, elle peut les dédouaner dans n'importe quel pays de l'UE. Elle acquitte alors les droits de douane (communs à toute l'UE), mais bénéficie de la suspension de la TVA qui sera à acquitter dans le pays de consommation finale (système douanier nommé :Régime 42).

## La notion de fraude à la TVA
Il faut définir la fraude à la TVA. Il s'agit d'un acte illégal fait dans l’intention de tromper en contrevenant à la loi ou aux règlements. Ainsi la fraude à la TVA est l’utilisation du mécanisme de la TVA afin de ne pas reverser l’impôt dû à l’État ou de bénéficier d’une créance sur l’administration fiscale.
L’objectif des fraudeurs est l'enrichissement sans cause. En parallèle des fraudes à la TVA dite « classiques » qui profitent des faiblesses des règles de la TVA régissant les opérations strictement internes, il s’est développé une forme de fraude plus élaborée : la fraude carrousel.

## Fraude à la TVA simple
Admettons pour la simplicité de l'exemple que, dans deux pays de l'Union européenne, la Belgique et la France, le taux de TVA soit identique et égal à 20 %. Une société B basée en France achète pour 100 000 euros hors TVA de produits à une société A basée en Belgique. La société B ne paie pas les 20 000 euros de TVA en Belgique car du point de vue belge c’est une livraison intracommunautaire. Elle vend les produits moins cher à une entreprise française C : 95 000 euros hors TVA + 19 000 euros de TVA, soit 114 000 euros. Une fois les opérations de TVA réalisées, l’entreprise B devrait être déficitaire :
|   | – | 100000 | euros d’achat                                 |
|   | – | 20000  | euros de TVA d’acquisition intracommunautaire |
|   | + | 20000  | euros de déduction de TVA                     |
|   | + | 114000 | euros de vente TVA comprise                   |
|   | – | 19000  | euros de TVA locale due sur la vente          |
| = | – | 5000   | euros (perte)                                 |

Cependant, si l'entreprise B ne paie pas la TVA due et disparaît après avoir empoché le produit de sa vente TVA comprise, elle réalise un bénéfice de 14 000 euros :
|   | – 100 000 | euros d’achat               |
|   | + 114 000 | euros de vente TVA comprise |
| = | + 14 000  | euros (bénéfice)            |

## Carrousel TVA
Pour les articles homonymes, voir Carrousel.
La fraude dite « carrousel » est un système de fraude à la TVA sophistiqué apparu dans le courant des années 1950, impliquant des ferrailleurs tels que Joseph Joanovici simulant des exportations afin de récupérer des crédits de TVA indus; les entreprises qui étaient utilisées pour générer des crédits de TVA aux commerçants étaient appelées "taxis", et ceux qui achetaient de fausse factures à ces taxis "détaxeurs",,,.
Cette fraude augmente dans les années 1970 dans les mouvements de marchandises au sein du Benelux où la simplification des formalités douanières à l'importation et à l'exportation facilitait sa mise en application. Il se développe dans l'ensemble de l'Union européenne à partir de 1993 lorsque le traité de Maastricht supprime les frontières fiscales et, de ce fait, les contrôles douaniers qui y étaient associés aux frontières internes de la Communauté. Il consiste à créer dans différents États membres des sociétés qui réalisent entre elles des opérations fictives de revente à perte en se faisant à chaque fois rembourser les trop-perçus de TVA. Avant que les administrations fiscales des différents pays se soient aperçues de la supercherie, les sociétés fraudeuses ont disparu et les trop-perçus de TVA ont été détournés.
Aujourd'hui, ce type de fraude vise souvent le trésor britannique, considéré par les fraudeurs comme la victime la plus « facile ». En effet plusieurs facteurs y compliquent la lutte contre la fraude, tel que l'absence de cartes d'identité, l'utilisation de tribunaux à jury, l'insuffisante collaboration avec les autres pays de l'Union, les fonctionnaires-inspecteurs moins nombreux...
Les fraudeurs n'hésitent pas à faire circuler d'énormes quantités de mobilophones, micropuces, etc.
En 2006, les autorités néerlandaises découvrent que des fraudeurs ont acquis leur propre banque, la First Curaçao International Bank (FCIB), aux fins de faciliter les paiements entre fraudeurs.
Si ce type de fraude existe depuis longtemps, l'émergence de marchés nouveaux, caractérisés par la dématérialisation des transactions et par leur forte valeur ajoutée, accroît sensiblement le risque. La fraude qui se développe en 2008 et 2009 sur le marché des quotas d'émission de CO2 en est une illustration. Une façon efficace d'éviter la fraude est de mettre en place un système d'autoliquidation, à l'instar de ce qui a été fait, en 2009, concernant les quotas d'émission de CO2.
Les règles communautaires fixant la territorialité de la TVA et son redevable sont propices au développement d'une fraude de type « carrousel ». En effet, l'acquisition de biens, ou de prestations de services par un assujetti, auprès d'un fournisseur établi hors de France donne lieu à collecte et déduction immédiate de la taxe par l'acquéreur français sans décaissement effectif. En revanche, lorsque l'acquéreur revend le bien ou la prestation de service en France, cette opération est soumise à la TVA dans les conditions habituelles. Si l'acquéreur revendeur ne reverse pas au Trésor la TVA encaissée, une fraude de type « carrousel » se développe.

## Fraude au régime 42
La fraude au «régime 42» est également un système de fraude à la TVA sophistiqué qui est apparu dans le courant des années 2000 dans les mouvements de marchandises, essentiellement en provenance de Chine, par les ports du Benelux. Il s'est ensuite déplacé vers d'autres pays de l'UE, au fur et à mesure que les administrations douanières renforçaient leurs contrôles. La fraude est parfaitement organisée : des sociétés fictives sont créées dans différents Etats membres et importent en suspension de TVA dans d'autres; les livraisons intra communautaires ne faisant l'objet d'aucun suivi, les marchandises sont mises à la consommation dans l'UE, les sociétés fictives disparaissent et la TVA n'est jamais acquittée. La DG Taxud publie à ce sujet un rapport annuel intitulé TVA GAP. Le montant de cette fraude était estimé à 61 milliards € en 2021 dont 9,5 milliards pour la France.

## Conséquences économiques et solution envisagée
La fraude à la TVA intracommunautaire et notamment celle de type Carrousel présente une gravité particulière qui se traduit pour les budgets des États membres par une perte de recettes et qui est susceptible de fausser les règles de concurrence en permettant de diminuer artificiellement le prix de vente d’un bien.
Les chiffres avancés pour estimer le coût de la fraude à la TVA sont saisissants. En effet selon un communiqué du Conseil de l’Union européenne les pertes de recettes pour l’ensemble des États membres seraient de l’ordre de 100 milliards d’euros par an. Ces sommes considérables ont ainsi conduit tant l’Union européenne que la France à se doter de moyens de lutte contre la fraude organisée.
À l'échelle nationale, une communication de la Cour des Comptes à la commission des finances de l'Assemblée nationale du 7 mars 2012 précise que le taux de fraude pour la TVA française, estimé à 7 % en 2006, pourrait être environ deux fois supérieur à la moyenne de notre fiscalité.
Ce rapport a été suivi d'une loi (art 7 bis de la loi de finance rectificative 2012 ) visant à mettre en œuvre un dispositif d'autoliquidation de la TVA pour les livraisons de gaz naturel, d'électricité, de communications électroniques, « réalisées par un fournisseur établi en France à des fins autres que leur consommation ou leur utilisation par l'acquéreur identifié à la TVA en France ». Ce dispositif d'autoliquidation de la TVA devrait permettre de mettre fin au développement d'une fraude de type « carrousel ». Cette fraude consiste, pour les opérateurs fraudeurs, à facturer la TVA sans la reverser au Trésor.
À terme, les Vingt-Huit souhaiteraient passer du principe de destination au principe d’origine (la marchandise serait taxée au moment de la vente, dans le pays d’origine, pas au moment de la livraison dans le pays de réception).
En mai 2019 la Belgique annonce avoir mis au point un système de détection des fraudes carrousel qu’elle entend mettre à la disposition des autres États membres au second semestre de 2019. Selon ses concepteurs, le système ne permet que rarement de recouvrer les sommes détournées. En revanche il permettrait d’identifier relativement tôt de tels mécanismes et donc d’y mettre un terme avant que les détournement n’atteignent des seuils importants.

## Le dispositif de lutte contre la fraude à la TVA[16]
Face à l’ampleur de la fraude Carrousel, le législateur français a décidé de renforcer son dispositif de lutte contre la fraude à la TVA. Lorsque l’administration fiscale prend connaissance de l’existence du circuit de fraude, elle va tenter de récupérer la taxe qui lui est due. Par ailleurs, les auteurs d’une fraude à la TVA pourront être sanctionnés par le droit pénal. La fraude fiscale est ainsi visée par le CGI comme un délit passible d’une amende de 75 000 euros et d’une peine de cinq ans d’emprisonnement pour son auteur, et les faits caractérisant une fraude fiscale peuvent aussi constituer une escroquerie au sens du code pénal.
Cependant il est souvent impossible de récupérer la TVA auprès de l’opérateur « défaillant », puisque celui-ci a le plus souvent disparu lorsque l’administration a pris connaissance de l’existence de la fraude. On constate aussi « un faible nombre de plaintes déposées par l'Administration du chef de fraude fiscale qui contraste avec l'ampleur du champ d'application de l'article 1741 du CGI ». Ainsi les sanctions contre le bénéficiaire principal de la fraude, le « défaillant », sont à elles seules inefficaces afin de lutter contre la fraude. La nouvelle stratégie depuis 2007 consiste à réprimer notamment le comportement du fournisseur ou de l’acquéreur, qui aurait traité sciemment avec des clients ou des vendeurs « défaillants ». Cette consolidation du dispositif de lutte contre la fraude, notamment de type carrousel, est d’abord le fruit d’une longue évolution jurisprudentielle. Le législateur français a par la suite consacré l’apport de la jurisprudence du Conseil d’Etat, et de celle de la CJCE dans la loi de finances rectificatives pour 2006. Trois nouvelles mesures sont ainsi prévues : La remise en cause de l’exonération dont bénéficie le fournisseur d’une livraison intracommunautaire, la remise en cause du droit à déduction pour l’acquéreur, et la mise en œuvre d’une procédure de solidarité de paiement envers l’acquéreur. Ces dispositions concernent donc, d’un côté le fournisseur qui participe à une fraude à la TVA et de l’autre, l’acquéreur qui participe à une fraude à la TVA. Pour être applicables, ces mesures sont subordonnées à la démonstration que les intéressés « savaient ou ne pouvaient ignorer » participer, par leur action, à une opération frauduleuse.
	La France s’est ainsi dotée au fil des ans d’un ensemble de mesures ayant pour but de faire échec à la fraude (notamment Carrousel). Ainsi chaque opérateur d’un réseau de fraude à la TVA, et dans la mesure où il ne pouvait ignorer qu'il participait à cette fraude risque désormais, selon les cas et en raison de la fraude commise par un autre opérateur, de se voir refuser le bénéfice de l’exonération d’une livraison intracommunautaire, de se voir remettre en cause son droit à déduction, ou de subir une procédure de solidarité de paiement. Par ailleurs, le fraudeur à la TVA risque des sanctions pénales par le délit de fraude fiscale ou même par le délit d’escroquerie

## Grand Theft Europe
En mai 2019, plusieurs dizaines de médias internationaux ont réalisé une enquête sur la fraude à la TVA au niveau européen qu’ils ont révélée sous le terme « Grand Theft Europe »,.